# Саржинка
Са́ржинка — река в Харькове (Харьковская область Украины). Левый приток Лопани.

## Течение
Берёт начало на севере Харькова в лесном массиве, далее протекает по Саржину яру. На территории лесопарка принимает справа ручей. Затем образует пруд Комсомольское озеро ниже Института неотложной хирургии.
В середине XIX века по дну Саржина яра рядом с Саржинкой проходила просёлочная дорога в Черкасскую Лозовую.
По берегам реки находились следующие хутора: Якубов (правый берег), Павлов (правый, по нему впоследствии было названо Павлово Поле), Степанов (левый), Гончаровский (правый), Корован (правый), Саржин (левый, переходящий в район Павловку), Алексеевский (правый).

### Комсомольское озеро

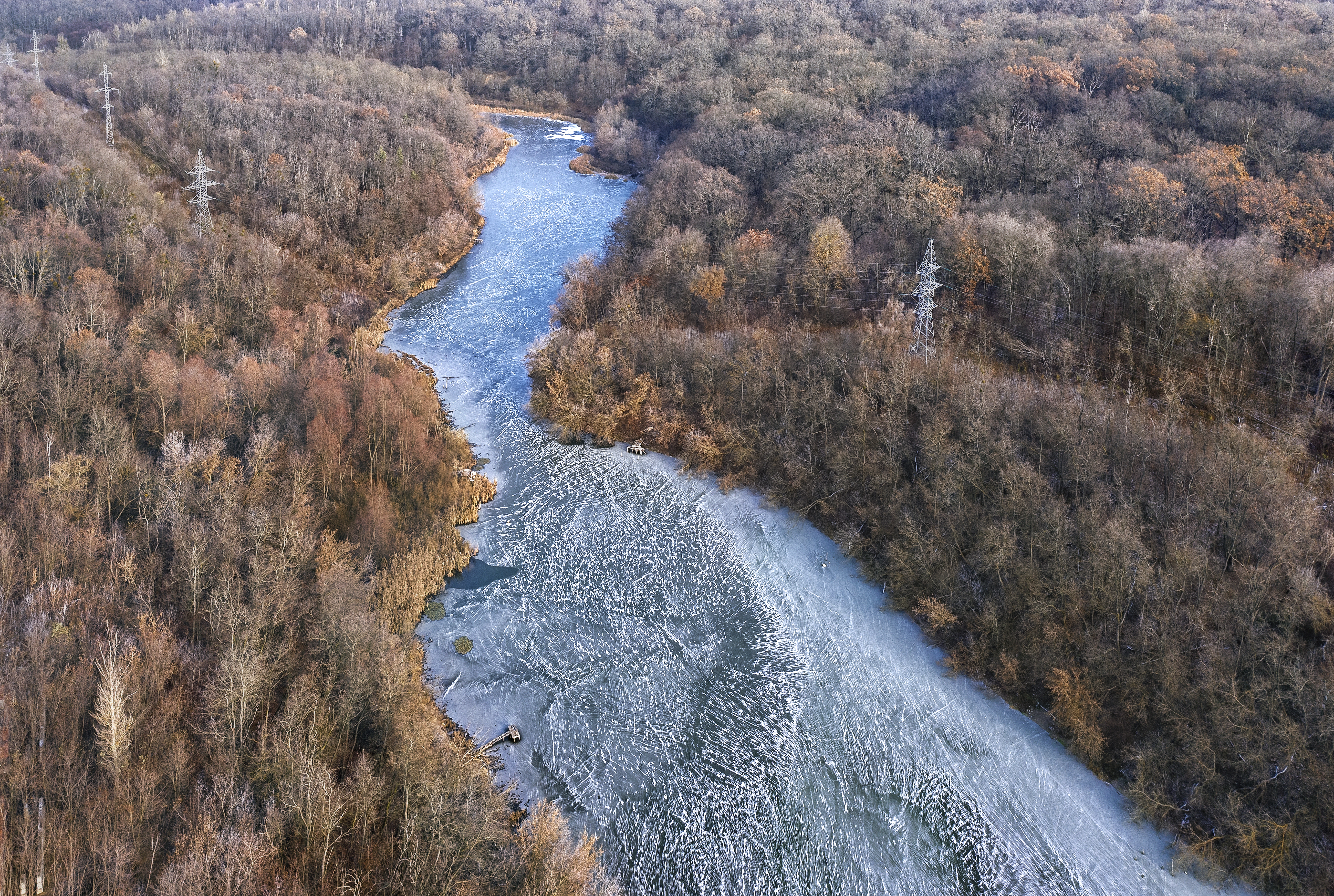
Комсомольское озеро — пруд на реке Саржинка

Пруд в Лесопарке был сооружён комсомольцами в 1930-х годах в основном на субботниках; откуда и пошло его название. Тогда были отсыпаны пляжи, поставлены купальни, сооружён каменный спуск к воде.
По построенной тогда же дамбе озера проходила (до 1970 года, до постройки виадука по ул. Деревянко) улица Фронтовая (названная так после ВОВ) и дорога из Сокольников на Старое Павлово Поле.
В связи с постройкой виадука через Саржин яр в 1969-70 годах через Сокольники в 1970-м году была открыта троллейбусная линия от Павлова Поля до улицы Рудика (завод «Коммунар»).
Сейчас Комсомольское озеро заболочено.
После Комсомольского озера река также заболачивается, протекает под Павловопольским автомобильным виадуком на ул. Деревянко, под которым в неё впадает левый приток ручей Сокольники, вытекающий с территории ХАЗа и протекающий под виадуком детской железной дороги.
Затем Саржинка образует другое озеро под местным названием Топлое (которое названо так по затонувшим деревьям).

### Топлое озеро
В этом месте был с 1920-х годов лесопитомник по выращиванию тополей, которые, как тогда считалось, «пылесборники» и очистители воздуха, массово высаживались в городе.
Во время войны и оккупации деревья спилили на дрова, после войны восстанавливать питомник не стали, территория заросла деревьями и была затем затоплена.

### Дальнейшее течение
После Топлого озера река образует болото между новым Ботаническим садом ХНУ и центральным парком как раз под городской канатной дорогой.
Практически пересохшая к пересечению Саржинской и Ирининской улиц Саржинка после минерального источника Харьковская-1 и купален наполняется всей неиспользованной водой, несколько менее 40 литров в секунду, или 345 тысяч литров в сутки.
Затем река протекает под дамбой проспекта Науки, южнее гостиницы «Мир» и стадиона Харьковского университета, а ещё дальше — в бетонном коллекторе под Клочковской улицей, частной застройкой Павловки, высотными домами (с запада от района «Набережный квартал»), под гаражами, и впадает в реку Лопань на Павловке напротив улицы Бессарабской.